# Shahadi Wright-Joseph

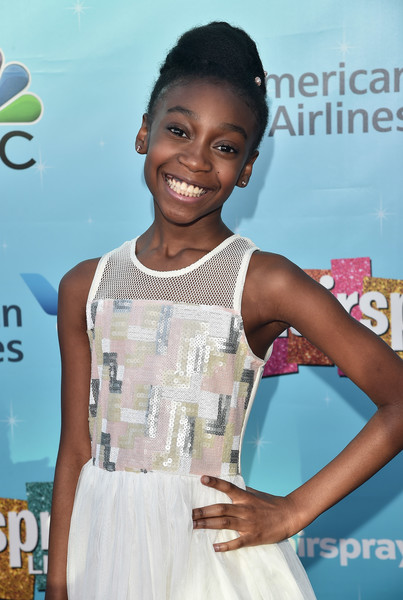
Shahadi Wright-Joseph (2016)

Shahadi Wright-Joseph (* 30. April 2005) ist eine US-amerikanische Schauspielerin, Sängerin und Tänzerin. Sie ist am bekanntesten für ihre Rolle im Horrorthriller Wir und als Synchronsprecherin der jungen Nala in der Originalversion des Animationsfilms Der König der Löwen.

## Leben
Wright-Joseph tanzt seit ihrem zweiten Lebensjahr. Sie sprach einmal für ein Schulstück in der dritten Klasse mit Lupita Nyong’os Oscar-Dankesrede vor.
Ihre erste Hauptrolle im Theater kam, als sie als junge Nala im Musical Der König der Löwen am Broadway besetzt wurde, als sie neun Jahre alt war. Wright-Joseph war auch eine Darstellerin in Andrew Lloyd Webbers Musical School of Rock. Sie trat auch in dem Fernsehfilm Hairspray Live! im Jahr 2016 als Inez Stubbs auf.
Sie war eine Nebendarstellerin in dem von Kritikern gelobten Horrorfilm Wir von Regisseur Jordan Peele. Für diese Rolle wurde sie 2019 für den Saturn Award als beste Nachwuchsschauspielerin nominiert. Ihre Rolle als junge Nala übernahm sie auch im 2019 veröffentlichten gleichnamigen Remake des Originalfilms Der König der Löwen unter der Regie von Jon Favreau. Im September 2024 wurde sie für das Lied I Just Can’t Wait to Be King aus dem Soundtrack von Der König der Löwen mit einer Silbernen Schallplatte in Großbritannien ausgezeichnet.

## Filmografie (Auswahl)
- 2016: Hairspray Live!
- 2019: Wir (Us)
- 2019: Der König der Löwen (The Lion King, Stimme Nalas)
- 2021: Them

## Auszeichnungen (Auswahl)
Critics’ Choice Movie Award
- 2020: Nominierung als beste Jungdarstellerin für Wir

Saturn Award
- 2019: Nominierung als beste Nachwuchsschauspielerin für Wir